# Battletoads & Double Dragon
Battletoads & Double Dragon: The Ultimate Team — видеоигра в жанре Beat 'em up, разработанная компанией Rare и изданная Tradewest в 1993 году. Изначально игра была выпущена для игровой консоли NES, впоследствии вышли версии для SNES, Sega Mega Drive и Game Boy.
Игра является кроссовером Battletoads от компании Rare и серии Double Dragon компании Technos. Сотрудники Technos не принимали непосредственного участия в разработке Battletoads & Double Dragon, которая была построена полностью на движке Battletoads с заменой лишь некоторой графики и объектов.

## Сюжет
После поражения в предыдущей игре серии злая Тёмная королева убегает в дальние уголки Вселенной, а Жабы и их наставник продолжают жить своей жизнью. Однако однажды военные силы Земли оказываются нейтрализованными, а с луны появляется гигантский космический корабль «Колосс» (англ. Colossus). Оказывается, Тёмная Королева вернулась с очередным планом по захвату галактики, и она заключила союз с Воинами Тени из серии Double Dragon. Решив уравнять шансы, Боевые Жабы обращаются за помощью к Билли и Джимми Ли. Братья соглашаются, и все пятеро немедленно отправляются на Колосс, чтобы остановить эту угрозу.
Игра состоит из семи уровней, и первый уровень разворачивается на хвосте космического корабля «Колосс». Второй уровень игрока ведёт через внутренние коридоры этого корабля. На третьем уровне игрок находится в базе корабля, а четвёртый переносит действие в открытый космос, где игра меняет жанр с рукопашной схватки на космический шутер. На этом этапе Тёмная Королева атакует космический корабль игрока астероидами, минами и НЛО. Несмотря на разрушение корабля, Тёмная Королева и Теневой Босс спасаются, покинув его на ракете. Пятый уровень ставит целью проникновение на этот спасательный модуль. Заключительные два этапа — это битвы с боссами: с Теневым Боссом на шестом и с Тёмной Королевой на седьмом уровне.

## Игровой процесс
Battletoads & Double Dragon: The Ultimate Team представляет собой игру в жанре beat ’em up, где игроки могут управлять тремя жабами из серии Battletoads или братьями Джимми и Билли. В игре необходимо сражаться с врагами, перемещаться с помощью верёвок, управлять космическим кораблём и мчаться на турбо-мотоциклах. Задача игроков — победить Теневого Босса и Тёмную Королёву. Существует три режима игры: одиночный, «2 Players A», в котором игроки могут бить друг друга, и «2 Players B», где такая функция отключена. Игровой процесс заимствует элементы от оригинальной Battletoads и нехарактерен для Double Dragon. Количество продолжений в игре ограничено — только три, и нет системы паролей. В многопользовательских режимах поражение одного из игроков обязывает обоих начать уровень заново. Игровой процесс на 16-битных платформах идентичен версиям для NES, при этом управление осуществляется двумя кнопками — для атаки и прыжков.

## Оценки и мнения
| Сводный рейтинг                     | Сводный рейтинг        |
| Агрегатор                           | Оценка                 |
| ----------------------------------- | ---------------------- |
| MobyRank                            | 81 % (NES) 67 % (SNES) |
| Иноязычные издания                  |                        |
| Издание                             | Оценка                 |
| AllGame                             | 4,5 из 5 (NES)         |
| GamePro                             | 3,75 из 5 (NES)        |
| Total!                              | 90 % (NES)             |
| VideoGames & Computer Entertainment | 7 из 10 (MD)           |
| Electronic Games                    | 91 %                   |
| Sega-16                             | 8 из 10 (MD)           |
| Hardcore Gaming 101                 | 8 из 10 (NES)          |
| Русскоязычные издания               |                        |
| Издание                             | Оценка                 |
| «Коллекция „Крутого Геймера“»       | 9 из 10                |

Игра была очень хорошо принята после выхода в свет, получив оценки в диапазоне 80-100 % в большинстве обзоров.
Обозреватели журнала Nintendo Power назвали игру второй лучшей игрой 1993 года. Версия для NES также была номинирована на награды Nintendo Power Awards 1993 года в категориях «Graphics & Sound», «Theme & Fun», «Play Control», «Villain» (Чёрная королева) и «The Best Overall Game».
Игра вошла в список 11 «лучших кроссоверов в видеоиграх» от UGO Networks, и список 15 самых причудливых кроссоверов в играх, составленным изданием GamesRadar.